# Москов (Айдахо)
Москов (штат Айдахо) (англ. Moscow) — місто округу Лейта, штат Айдахо, на північному заході США. Розташоване на півночі штату Айдахо, уздовж межі штатів Вашингтон та Айдахо. Найбільше місто в окрузі Лейта, у якому розташований Університет Айдахо. У цьому місті народилися письменник Керол Брінк та співак Джош Ріттер.
Населення — 25 435 осіб (2020), за переписом 2000 року було 21 291 особа.

## Історія

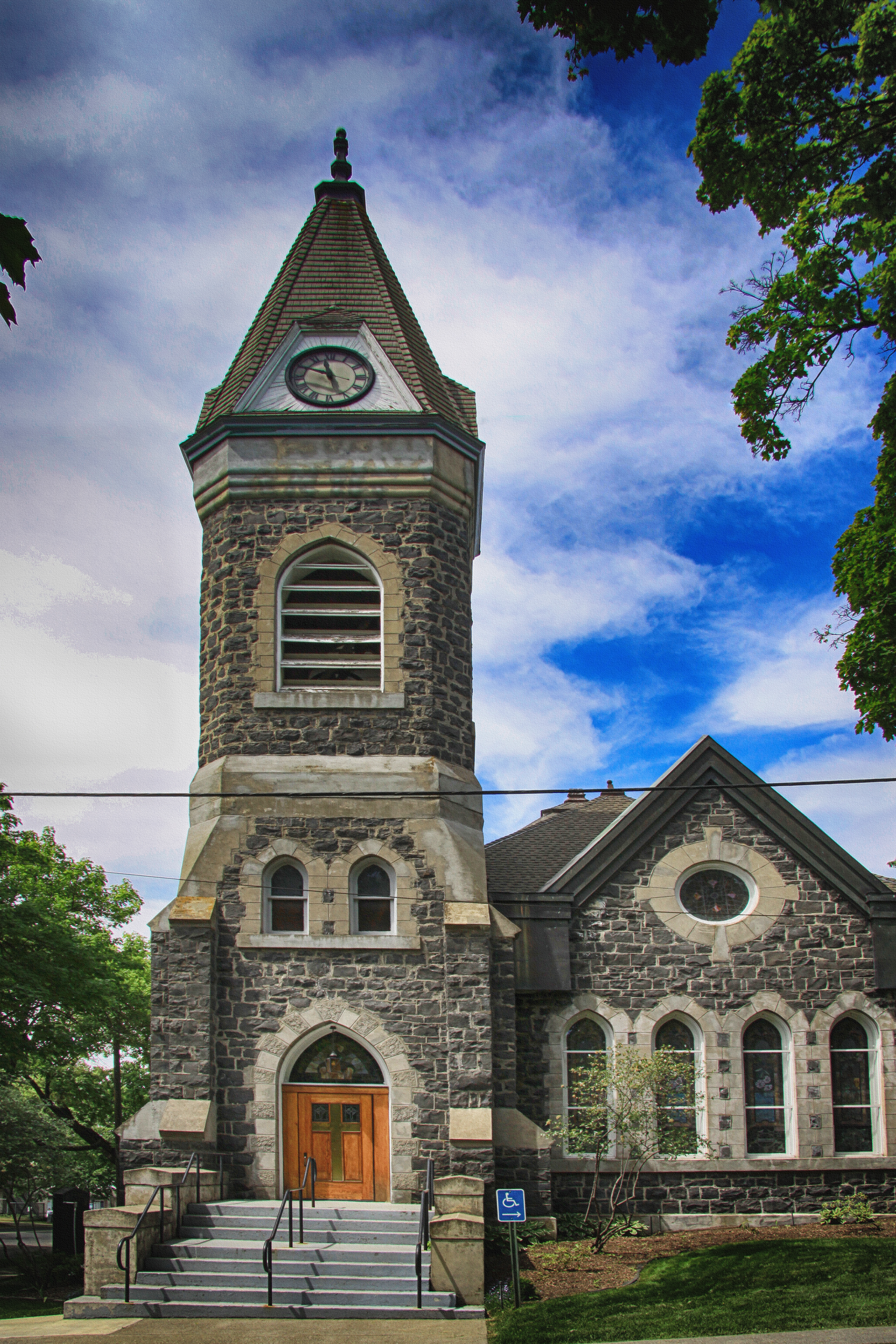
Перша Об'єднана Методистська Церква в м Москов, штату Айдахо

Місто засноване в 1871 році шахтарями та фермерами, які почали прибувати в північну частину штату Айдахо після Громадянської війни. Першими назвами міста були Hog Heaven, з 1872 (коли відкрилося поштове відділення) Paradise Valley, а з 1875 сучасне Moscow.
Точне походження назви міста досі обговорюється. Відомо, що перші поселенці довго не могли домовитися між собою про ім'я міста. Начальник поштового відділення Семюель Нефф (Samuel Neff) тоді підписував офіційні папери для міста та вибрав назву Москов. Цікаво, що сам Нефф був народжений в Москов, штат Пенсильванія та пізніше переселився в Москов, штат Айова.
Місцевий університет був заснований в січні 1889 року та вперше відкрився для студентів в жовтні 1892.

## Географія
Москов розташований за координатами 46°43′50″ пн. ш. 116°59′56″ зх. д. / 46.73056° пн. ш. 116.99889° зх. д. (46.730609, -116.998909).  За даними Бюро перепису населення США в 2010 році місто мало площу 17,75 км², з яких 17,74 км² — суходіл та 0,01 км² — водойми.

### Клімат
| Клімат : Москов         | Клімат : Москов | Клімат : Москов | Клімат : Москов | Клімат : Москов | Клімат : Москов | Клімат : Москов | Клімат : Москов | Клімат : Москов | Клімат : Москов | Клімат : Москов | Клімат : Москов | Клімат : Москов | Клімат : Москов |
| Показник                | Січ.            | Лют.            | Бер.            | Квіт.           | Трав.           | Черв.           | Лип.            | Серп.           | Вер.            | Жовт.           | Лист.           | Груд.           | Рік             |
| Абсолютний максимум, °C | 14,4            | 18,9            | 22,8            | 31,1            | 34,4            | 40,6            | 40,6            | 42,8            | 37,8            | 31,1            | 22,8            | 15,6            | 42,8            |
| Середній максимум, °C   | 2,8             | 5,4             | 10,0            | 14,4            | 19,2            | 22,8            | 28,7            | 29,4            | 24,1            | 15,9            | 6,6             | 1,8             | 14,7            |
| Середній мінімум, °C    | −3,8            | −3              | −0,3            | 1,9             | 4,9             | 7,3             | 9,2             | 9,3             | 6,0             | 2,2             | −0,9            | −4,7            | 2,4             |
| Абсолютний мінімум, °C  | −34,4           | −32,2           | −20,6           | −11,7           | −7,2            | −2,2            | −2,8            | −1,1            | −6,7            | −16,7           | −25,6           | −41,1           | −41,1           |
| Норма опадів, мм        | 80              | 59              | 68              | 64              | 64              | 48              | 25              | 25              | 31              | 56              | 92              | 76              | 690             |
| Днів з опадами          | 14,7            | 13,1            | 14,3            | 11,6            | 11,0            | 8,9             | 5,7             | 4,9             | 6,5             | 8,9             | 16,4            | 14,4            | 130,4           |
| Днів зі снігом          | 7,4             | 4,9             | 2,9             | ,7              | ,1              | 0               | 0               | 0               | 0               | ,3              | 3,9             | 7,4             | 27,6            |
| ----------------------- | --------------- | --------------- | --------------- | --------------- | --------------- | --------------- | --------------- | --------------- | --------------- | --------------- | --------------- | --------------- | --------------- |
| Джерело: NOAA           |                 |                 |                 |                 |                 |                 |                 |                 |                 |                 |                 |                 |                 |

## Освіта
школи, коледжі, університети
| Назва                                                                         | Тип                       | Рівень                                  | Членство                                                    | Примітка                                                                                        |
| ----------------------------------------------------------------------------- | ------------------------- | --------------------------------------- | ----------------------------------------------------------- | ----------------------------------------------------------------------------------------------- |
| A.B. McDonald                                                                 | Public school             | Elementary (Початкова школа)            | Moscow ISD                                                  |                                                                                                 |
| Atlas Boy's School [Архівовано 19 серпня 2014 у Wayback Machine.]             | Private Christian         | Elementary (Початкова школа)            | Christ Church (Moscow, Idaho)                               | Classical Education (Christian)                                                                 |
| Emmanuel Preschool [Архівовано 27 вересня 2011 у Wayback Machine.]            | Private Religious         | Pre-K                                   | Emmanuel Lutheran Church (ELCA)                             | Christian                                                                                       |
| Head Start Preschool                                                          | Public                    | Pre-K                                   | Head Start Dept. of Health & Human Svcs                     |                                                                                                 |
| Lena Whitmore                                                                 | Public                    | Elementary (Початкова школа) (K-6)      | Moscow ISD                                                  |                                                                                                 |
| Logos School                                                                  | Private Christian         | K-12                                    | Association of Classical and Christian Schools              | Classical Education (Christian)                                                                 |
| Montrose Academy                                                              | Private                   | K-12                                    |                                                             | Вік не обмежений                                                                                |
| Moscow Charter School                                                         | Public Charter            | Elementary (Початкова школа) (K-6)      | Moscow ISD                                                  | Мистецтво та технології                                                                         |
| Moscow Day School [Архівовано 17 травня 2014 у Wayback Machine.]              | Private Non-Profit        | Pre-K                                   | Non-profit private school                                   | NAEYC accredited                                                                                |
| Moscow High School                                                            | Public                    | High School (10-12 grades)              | Moscow ISD                                                  |                                                                                                 |
| Moscow Junior High School                                                     | Public                    | Junior High (7-9 grades)                | Moscow ISD                                                  |                                                                                                 |
| Moscow School of Massage                                                      | Vocational school         | Post secondary                          | Commercial                                                  | Терапія массажом                                                                                |
| Mr. Leon's School Of Hair Design                                              | Vocational school 2-year  | Post secondary                          | Commercial                                                  | Косметологія                                                                                    |
| New Saint Andrews College                                                     | Private Christian         | College                                 | Transnational Association of Christian Colleges and Schools |                                                                                                 |
| Palouse Hills Seventh-day Adventist School                                    | Private                   | Pre-K to 8                              | Церква адвентистів сьомого дня                              |                                                                                                 |
| Palouse Prairie School [Архівовано 28 січня 2013 у Wayback Machine.]          | Public Charter            | Elementary (Початкова школа) (K-6)      | Independent LEA #472                                        | Польове навчання по типу Expeditionary Learning [Архівовано 15 вересня 2014 у Wayback Machine.] |
| Paradise Creek Regional High School                                           | Public                    | High School (9-12 grades)               | Moscow ISD                                                  | Альтернативна вища школа                                                                        |
| Russell                                                                       | Public                    | Elementary (Початкова школа) (4-6)      | Moscow ISD                                                  | Перша школа в місті; заснована в 1884                                                           |
| Saint Mary's and Saint Rose' s [Архівовано 31 серпня 2005 у Wayback Machine.] | Catholic Parochial School | Elementary (Початкова школа) (Pre-K-6)  | National Catholic Educational Association (NCEA)            | Roman Catholic Diocese of Boise                                                                 |
| Університет Айдахо                                                            | Public                    | University (Undergraduate and Graduate) | State of Idaho                                              | Land-grant university                                                                           |
| University of Idaho College of Law                                            | Public                    | University (Graduate)                   | State of Idaho                                              | Law School                                                                                      |
| West Park                                                                     | Public                    | Elementary (Початкова школа) (K-3)      | Moscow ISD                                                  |                                                                                                 |

## Демографія

### Перепис 2010 року
За даними перепису 2010 року, у місті проживало 23 800 осіб у 9 180 домогосподарствах у складі 4 335 родин. Густота населення становила 1341,5 ос./км². Було 9 879 помешкань, середня густота яких становила 556,8/км². Расовий склад міста: 90,9% білих, 1,1% афроамериканців, 0,6% індіанців, 3,1% азіатів, 0,2% тихоокеанських остров'ян, 1,4% інших рас, а також 2,7% людей, які зараховують себе до двох або більше рас. Іспанці та латиноамериканці незалежно від раси становили 4,6% населення.
Із 9 180 домогосподарств 22,9% мали дітей віком до 18 років, які жили з батьками; 37,8% були подружжями, які жили разом; 6,1% мали господиню без чоловіка; 3,4% мали господаря без дружини і 52,8% не були родинами. 31,3% домогосподарств складалися з однієї особи, у тому числі 6,6% віком 65 і більше років. У середньому на домогосподарство припадало 2,26 мешканця, а середній розмір родини становив 2,91 особи.
Середній вік мешканців міста становив 24,2 року. Із них 16,4% були віком до 18 років; 36,1% — від 18 до 24; 24,7% від 25 до 44; 15,6% від 45 до 64 і 7,4% — 65 років або старші. Статевий склад населення: 51,8% — чоловіки і 48,2% — жінки.
Середній дохід на одне домашнє господарство  становив 49 714 долари США (медіана — 34 121), а середній дохід на одну сім'ю — 72 417 доларів (медіана — 61 936). Медіана доходів становила 43 988 доларів для чоловіків та 32 315 доларів для жінок. За межею бідності перебувало 28,7 % осіб, у тому числі 20,6 % дітей у віці до 18 років та 7,2 % осіб у віці 65 років та старших.
Цивільне працевлаштоване населення становило 12 240 осіб. Основні галузі зайнятості: освіта, охорона здоров'я та соціальна допомога — 43,1 %, мистецтво, розваги та відпочинок — 13,5 %, роздрібна торгівля — 11,3 %.

### Перепис 2000 року
За даними перепису 2000 року, у місті проживало 21 291 осіб у 7 724 домогосподарствах у складі 3 869 родин. Густота населення становила 1 336,7 ос./км². Було 8 029 помешкань, середня густота яких становила 504,1/км².
Расова приналежність:
- 92,23% — білі американці
- 0,91% — афроамериканці
- 0,80% — індіанці
- 3,13% — азіати
- 0,14% — жителі Океанії
- 0,97% — інші раси
- 1,82% — метиси

Латиноамериканці (Latino) або іспаномовні жителі (Hispanic) будь-яких рас становили 2,47% від усього населення.
Із 7 724 домогосподарств 24,2% мали дітей віком до 18 років, які жили з батьками; 41,0% були подружжями, які жили разом; 6,4% мали господиню без чоловіка, і 49,9% не були родинами. 29,9% домогосподарств складалися з однієї особи, у тому числі 5,5% віком 65 і більше років. У середньому на домогосподарство припадало 2,25 мешканця, а середній розмір родини становив 2,87 особи.
Віковий склад населення:
- 16,1% віком до 18 років
- 35,8% від 18 до 24
- 26,3% від 25 до 44
- 14,0% від 45 до 64
- 7,8% 65 від 65 років і старших

Середній вік мешканців 24 роки. Статевий склад населення: 52,2 % — чоловіки і 47,8 % — жінки.
Середній дохід домогосподарств у місті становив $26 884, родин — $46 331. Середній дохід чоловіків становив $35 494 проти $24 560 у жінок. Дохід на душу населення в місті був $14 930. Приблизно 9,5% родин і 22,4% населення перебували за межею бідності, включаючи 8,2% віком до 18 років і 4,5% від 65 і старших.